# Scarus ovifrons
Scarus ovifrons е вид бодлоперка от семейство Scaridae.

## Разпространение и местообитание
Видът е разпространен в Китай, Провинции в КНР, Тайван, Филипини, Хонконг, Южна Корея и Япония.
Обитава крайбрежията на морета и рифове.

## Описание
На дължина достигат до 78 cm.